# Сегре-ан-Анжу-Бле
Сегре-ан-Анжу-Бле (фр. Segré-en-Anjou Bleu) — муніципалітет у Франції, у регіоні Пеї-де-ла-Луар, департамент Мен і Луара. Сегре-ан-Анжу-Бле утворено 15 грудня 2016 року шляхом злиття муніципалітетів Авіре, Ле-Бур-д'Іре, Ла-Шапель-сюр-Удон, Шатле, Ла-Ферр'єр-де-Фле, Л'Отельрі-де-Фле, Лувен, Маран, Монгійон, Нуаян-ла-Гравуаєр, Ніуазо, Сент-Жемм-д'Андіньє, Сен-Мартен-дю-Буа, Сен-Совер-де-Фле i Сегре. Адміністративним центром муніципалітету є Сегре. Населення — 17 699 осіб (01.01.2021).